# Walter Hartmann
Walter Hartmann (Mülheim an der Ruhr, 23 juli 1891 - Hamelen, 11 maart 1977) was een Duitse officier en General der Artillerie tijdens de Tweede Wereldoorlog.

## Leven
Op 1 oktober 1910 trad Walter Hartmann als Offiziersanwärter in de dienst van het Saksische leger. Hij werd bij het 1. Feldartillerie-Regiment Nr. 12 geplaatst. Op 4 mei 1912 werd hij tot Leutnant bevorderd, met het Patent vanaf 24 mei 1910.

### Eerste Wereldoorlog
Hartmann vocht met zijn regiment aan het Oostfront. Hij werd als commandant van het 3. Reitenden Batterie op 9 mei 1915 met het Ridderkruis in de Militaire Orde van Sint-Hendrik onderscheiden. In het verdere verloop van de oorlog werd hij tot Oberleutnant bevorderd. Na zijn bevordering tot Oberleutnant kwam hij een maand later als waarnemer naar het Flieger-Ersatzabteilung 7. Vanaf januari 1917 functioneerde hij als adjudant in de Artillerie-Fliegerschule Ost Op 1 juni 1918 werd Hartmann naar het Fliegergruppen-Kommandeur 21 overgeplaatst, en werd naar de opleiding voor Generale Staf dienst gecommandeerd. Hartmann werd tijdens de Eerste Wereldoorlog met beide klassen van het IJzeren Kruis 1914 en werd tot Ridder der Tweede Klasse in de Albrechtsorde met Zwaarden onderscheiden.

### Interbellum
Na de Eerste Wereldoorlog werd hij in de Reichswehr opgenomen. Op 1 december 1921 werd Hartmann tot Hauptmann bevorderd. In de jaren 1924 en 1925 diende hij in de staf van de 4e Divisie in Dresden. In het voorjaar van 1927 werd hij als chef van het 8e batterij van het 4. (Preuß.-Sächs.) Artillerie-Regiment ingezet. Vanaf 1 april 1928 tot 1 oktober 1931 was Hartmann als chef van het 5e batterij van het 4. (Preuß.-Sächs.) Artillerie-Regiment ingezet. In het voorjaar van 1932 was hij bij de staf van 2e afdeling 4. (Preuß.-Sächs.) Artillerie-Regiment werkzaam. Op 1 oktober 1932 werd hij tot Major bevorderd. Op 31 oktober 1932 werd Hartmann uit de actieve dienst ontslagen. Vanaf 1 november 1931 tot 1 maart 1934 als Militärberater  (militair adviseur) naar China gestuurd. Op 1 maart 1934 werd hij weer gereactiveerd. Hij werd bij de staf van het 4e Artillerieregiment geplaatst. Met de verdere uitbreiding van de Reichswehr, werd Hartmann op 1 oktober 1934 tot commandant van de 4e afdeling van het Artillerieregiment Naumburg benoemd. Dit commando vervulde hij tot 1 oktober 1935. Daardoor werd hij vanaf 15 oktober 1935 automatisch tot commandant van het 1e bataljon van 60e Artillerieregiment benoemd. Als commandant van het 60e Artillerieregiment, werd hij op 1 april 1936 tot Oberstleutnant bevorderd. Vanaf 12 oktober 1937 tot 25 november 1940 was hij commandant van het 24e Artillerieregiment. In functie als commandant van het 24e Artillerieregiment, werd Hartmann op 1 juni 1938 tot Oberst bevorderd.

### Tweede Wereldoorlog
Met dit regiment nam hij aan de Poolse Veldtocht en de Slag om Frankrijk deel. Voor deze twee campagnes werd hij met de beide klassen van het Herhalingsgesp bij IJzeren Kruis 1939 onderscheiden. Vanaf 25 november 1940 werd hij tot Artillerie-Kommandeur 140 (Arko 140) van het LII. Armeekorps  (52e Legerkorps) benoemd. Als Arko 140 nam Hartmann aan de Operatie Barbarossa deel. Tijdens deze operatie raakte hij zwaargewond, en verloor hierdoor zijn linkerarm en -been. Hij werd meteen in het Führerreserve geplaatst. Op 30 juli 1941 werd hij als Oberst en Arko 140 met het Aanbevelingscertificaat van de Opperbevelhebber van het Duitse Leger onderscheiden. Voor zijn verdiensten tot nu toe werd hij op 10 augustus 1941 met het Ridderkruis van het IJzeren Kruis onderscheiden. Op 1 oktober 1941 werd hij tot Generalmajor bevorderd. Toen hij - voor zover mogelijk - was hersteld keerde hij op eigen verzoek terug in dienst en nam op 1 mei 1942 het bevel over de Division z.b.V. 407. Op 10 september 1942 werd hij tot commandant van de 390. Feldausbildungs-Division benoemd. Bij deze eenheid werd hij op 1 februari 1943 tot Generalleutnant bevorderd. Vanaf april 1943 nam hij het commando van de 87e Infanteriedivisie over, deze divisie werd bij Welisch ingezet. Op 20 november werd Hartmann in het Führerreserve geplaatst, en verbleef daar tot 5 februari 1944. Voor zijn leiderschapsprestaties in de strijd om Welisch, ontving hij op 30 november 1943 het Eikenloof bij zijn Ridderkruis van het IJzeren Kruis. Op 5 januari 1944 volgde hij voor Kommandierender Generäle  (Bevelvoerende-generaals) een leergang. Op 20 januari 1944 werd mit der Führung beauftragt (m. d. F. b.) (vrije vertaling: met het leiderschap belast) over het I. Armeekorps (1e Legerkorps) belast. Op 1 mei 1944 werd Hartman tot General der Artillerie bevorderd. Gelijktijdig met zijn bevordering tot General der Artillerie, werd hij tot Kommandierender General van het XXXXIX. Gebirgs-Armeekorps  (49e Bergkorps) die in de Krim ingezet was benoemd. Tijdens de terugtrekking van het schiereiland Kertsj, wist Hartmann zich aan boord van de Roemeense mijnenlegger NMS Amiral Murgescu naar de haven van Constanța te ontkomen. Vanaf 1 september 1944 tot 20 maart 1945 voerde hij het commando over het VIII. Armeekorps  (8e Legerkorps), die tegen het oprukkende Rode Leger ingezet was. Voor de verdedigingsprestaties van zijn legerkorps, tijdens het lenteoffensief van het Rode Leger werd hij op 18 maart 1945 met Zwaarden bij zijn Ridderkruis van het IJzeren Kruis met Eikenloof onderscheiden. Vanaf 1 april 1945 nam hij het commando als Kommandierender General van het XXIV. Panzerkorps  (24e Pantserkorps) over. Hartmann raakte in Amerikaans krijgsgevangenschap, daaruit werd hij op 20 juni 1947 weer vrijgelaten.

## Na de oorlog
Over het verdere verloop van zijn leven is niets bekend. Op 11 maart 1977 overleed hij in Hamelen.

## Militaire carrière
- General der Artillerie: 1 mei 1944[1][2][11][12]
- Generalleutnant: 1 februari 1943[1][2][11][12]
- Generalmajor: 1 oktober 1941[1][2][11][12]
- Oberst: 1 juni 1938[1][12]
- Oberstleutnant: 1 april 1936[1] - 1 juni 1936[12]
- Major: 1 oktober 1932[1][12]
- Hauptmann: 1 december 1921[1][12]
- Oberleutnant: 13 maart 1916[1]
- Leutnant: 4 mei 1912[1][12]
- Fähnrich: 30 juni 1911[1]
- Fahnenjunker-Unteroffizier: 8 april 1911[1]
- Offiziersanwärter: 1 oktober 1910[1]

## Onderscheidingen
- Ridderkruis van het IJzeren Kruis met Eikenloof, Zwaarden (nr.139) op 18 maart 1945 als General der Artillerie en Kommandierender General van het 8e Legerkorps[1][1][11][12][13][14]
- Ridderkruis van het IJzeren Kruis met Eikenloof (nr.340) op 30 november 1943 als Generalleutnant en Commandant van de 87e Infanteriedivisie[1][1][11][12][13][14]
- Ridderkruis van het IJzeren Kruis (nr.409) op 10 augustus 1941 als Oberst en Arko 140[1][1][11][12][13][14]
- Herhalingsgesp bij IJzeren Kruis 1939, 1e Klasse (1 oktober 1939[1][13]) en 2e Klasse (21 september 1939[1][13])
- IJzeren Kruis 1914, 1e Klasse (30 september 1916[1][13]) en 2e Klasse (28 september 1914[1][13])
- Aanbevelingscertificaat van de Opperbevelhebber van het Duitse Leger op 30 juli 1941 als Oberst en Arko 140[1][11][12]
- Ridder in de Militaire Orde van Sint-Hendrik op 9 maart 1915[1][11]
- Ridder der Tweede Klasse in de Albrechtsorde met Zwaarden[1]
- Gewondeninsigne 1939 in goud[1]